# Контиње
Контиње (фр. Contigné) насеље је и општина у западној Француској у региону Лоара, у департману Мен и Лоара која припада префектури Сегре.
По подацима из 2011. године у општини је живело 761 становника, а густина насељености је износила 32,65 становника/km². Општина се простире на површини од 23,31 km². Налази се на средњој надморској висини од 60 метара (максималној 77 m, а минималној 19 m).

## Демографија
| 1962. | 1968. | 1975. | 1982. | 1990. | 1999. | 2011. |
| ----- | ----- | ----- | ----- | ----- | ----- | ----- |
| 687   | 697   | 637   | 680   | 588   | 597   | 761   |

График промене броја становника у току последњих година